# Anastrepha irradiata
Anastrepha irradiata är en tvåvingeart som beskrevs av Blanchard 1961. Anastrepha irradiata ingår i släktet Anastrepha och familjen borrflugor. Inga underarter finns listade i Catalogue of Life.